# Sant Pere Màrtir de la Masia de Beneta
Sant Pere Màrtir de la Masia Beneta és una església dins de l'antic terme de la Pobleta de Bellveí, al terme municipal de la Torre de Cabdella a la comarca del Pallars Jussà, inclosa a l'Inventari del Patrimoni Arquitectònic de Catalunya. És a prop de la Masia de Beneta, al sud del terme, gairebé al límit amb Senterada, a la confluència del barranc de Sant Genís en el Flamisell.

## Descripció
És una església amb absis a llevant i porta amb arc de mig punt a ponent. És en estat ruïnós, completament esfondrada. L'absis tenia fornícules i obertures tapiades. S'observen els forats de les bastides per a la construcció i reformes posteriors.

## Història
El castro de Belvidin (Bellveí) figura amb altres castells del Pallars en una donació del comte del Pallars Arnau Mir als comtes de Barcelona, vers 1057. L'advocació de sant Pere és de les més antigues a la comarca.